# Lowell George
Lowell Thomas George (13. dubna 1945 Hollywood, Kalifornie – 29. června 1979 Arlington, Virginie) byl americký zpěvák-skladatel, multiinstrumentalista a hudební producent, nejvíce známý jako frontman rockové skupiny Little Feat.

## Život
Narodil se roku 1945 v Hollywoodu a jeho prvním hudebním nástrojem byla foukací harmonika. Během středoškolských studií hrál na flétnu ve školní kapele. Již od svých jedenácti let hrál na kytaru a později na několik dalších nástrojů, včetně saxofonu, sitáru a šakuhači. Rovněž se jako teenager věnoval bojovým umění. Svou první skupinu nazvanou The Factory založil v roce 1965. Dále zde působil například bubeník Richie Hayward. Po rozpadu kapely George krátce hrál v garagerockové skupině The Standells a počínaje listopadem 1968 vystupoval se skupinou The Mothers of Invention kytaristy Franka Zappy. Spolu se Zappou a Russem Titelmanem produkoval album Permanent Damage skupiny The GTOs. Skupinu The Mothers of Invention opustil v květnu 1969 a zanedlouho s Haywardem založil kapelu Little Feat.
Roku 1972 přispěl svou kytarou na nahrávku Son of Schmilsson zpěváka Harryho Nilssona. V roce 1973 hrál na albu Paris 1919 velšského hudebníka Johna Calea, téhož roku na Takin' My Time zpěvačky Bonnie Raitt a o dva roky pak na desce Kate & Anna McGarrigle dua Kate & Anna McGarrigle. V roce 1978 produkoval album skupiny Grateful Dead nazvané Shakedown Street. Zanedlouho se rozpadla skupina Little Feat a Lowell George vydal sólové album Thanks, I'll Eat It Here. Dne 15. června 1979 zahájil koncertní turné na podporu svého sólové alba. Zemřel o dva týdny později v hotelovém pokoji v Arlingtonu ve Virginii. Zemřel na infarkt ve věku 34 let. Jeho dcerou je zpěvačka Inara George.